# 小岛藤子
小岛藤子（1993年12月16日—），日本女演员、模特兒及主持人，东京出身，ABP经纪公司旗下艺人。

## 简介
小岛藤子是童星出身，她在小学六年级与父亲一起在录像带出租店挑选动画片时被星探发掘，自此进入了ABP事务所。2006年9月，成为知名雜誌nicola的姐妹刊nicopuchi创刊号的专属模特，但不久後转到《Love Berry》杂志。2007年4月，在早安家族的节目《早安Star》中正式出道，和前田希美、長野瀨里菜以早安女孩的身分一同主持節目，持续了一年时间。
2008年4月，在連續劇你不是犯人吧？中飾演同經紀公司的貫地谷栞的妹妹一角，正式以演員身分跨足戲劇圈。2009年，初次演出電影巨乳排球，並於同年參演連續劇小公主莎拉。
2011年，初次主演連續劇抓住明日的光2。

## 人物
專長是書法、軟式網球。名字的「藤」是因為祖父希望其「如紫藤一般的美麗」而取的。

## 戲劇作品

### 電視劇
- 你不是犯人吧？（2008年4月11日 - 6月13日，朝日電視台） - 森田かえで
- 貓街（2008年9月4日，NHK）第2話
- 小公主莎拉（2009年10月17日 - 12月19日，TBS電視台） - 武田真里亜
- 鈴里高校書道部（2010年1月7日 - 2月11日，NHK）
- 日本人也不知道的日本語（2010年9月9日，讀賣電視台） - アヤカ（第9話）
- 恋するキムチ（2011年5月4日，NHK岐阜） - 加藤春香
- アスコーマーチ〜明日香工業高校物語〜（2011年4月24日，朝日電視台） - 柚季（第1話）
- 抓住明日的光2（2011年7月4日 - 9月2日，東海電視台） - 主演・磯山希望
- Teen Court（日语：ティーンコート (テレビドラマ)）（2012年1月10日 - 17日，日本電視台） - 寺西優衣（第1、2話）
- 連續電視小說
  - 康乃馨（2012年3月3日 - 31日，NHK） - 小原里香（第22週 - 最終週）
  - 雛鳥（2017年4月3日 - 9月30日，NHK） - 秋葉幸子→高島幸子
- 黑板～與時代戰鬥的教師們（日语：ブラックボード〜時代と戦った教師たち〜） 第3夜（2012年4月7日，TBS） - 桧山綾香
- 私立馬鹿蘭高校（2012年6月2日，日本電視台） - 梨紗（第8話）
- 被稱作早海的日子 SP（2012年6月10日，富士電視台） - 相原希
- スプラウト（2012年7月7日 - 9月29日，日本電視台） - 小澤みゆき
- 怪速少女（2012年11月23日，NHK教育頻道） - 主演・山崎マコト
- ピン女のメリークリスマス〜恋したい，恋しようとしない，恋できない。〜（2012年12月17日 - 19日，日本電視台） - 千葉りいこ
- LAST HOPE（2013年1月22日，富士電視台） - 櫻井菜穂（第2話）
- 殺人草莓夜 「沈黙怨嗟 / サイレントマーダー」（2013年1月26日，富士電視台） - 谷川千尋
- 35歲的高中生（2013年4月13日 - 6月22日，日本電視台） - 国分萌
- 深夜烘焙坊（2013年4月28日 - 6月16日，NHK BS Premium） - 三木涼香
- 推理要在晚餐後特別篇 船上偵探・影山 CASE4（2013年8月2日，富士電視台） - 浜野桃花
- 二十四の瞳（2013年8月4日，朝日電視台） - 山石早苗
- 山田君與7人魔女（2013年8月24日 - 9月28日，富士電視台） - 猿島マリア
- 王牌大律師（2013年10月9日，富士電視台） - 南風るんるん（第1話）
- 東京下町古書店（2013年10月19日・11月30日，日本電視台） - 増谷玲井奈（第2、8話）
- 田上トパーズ!（2013年12月11日，NHK BS Premium） - 水島陽菜
- 終着駅の牛尾刑事VS事件記者・冴子13（2013年12月28日，朝日電視台） - 金沢夏生
- 鼠，江戸を疾る（2014年1月9日，NHK） - すが（第1話）
- ロストデイズ（2014年1月11日 - 3月15日，富士電視台） - 笛木茉奈
- アゲイン!!（2014年7月20日 - 9月21日，MBS） - 柴田麗緒
- 零的真相〜監察醫·松本真央〜（2014年9月4日，朝日電視台） - 内野ひかり（最終話）
- Dr.ナースエイド（2014年11月7日，日本電視台） - 高野夏
- なぜ東堂院聖也16歳は彼女が出来ないのか?（2014年11月10日，名古屋電視台） - 浅井南（第4話）
- 狩猟雪姫（2014年11月29日，關西電視台） - 主演・中西雪[4]
- 大河劇 花燃（2015年1月4日 - ，NHK） - 吉田ふさ [5]
- 死之臟器（2015年7月12日 - ，WOWOW） - 高倉裕美
- 歡迎光臨本飯店（2015年9月1日，TBS電視台） - 真島咲希（第8話）
- 永久就職考試（日语：永久就職試験）（2015年10月16日 - 11月6日，日本電視台） - 前川彩[6]
- 请与废柴的我谈恋爱（2016年1月12日 - 3月15日，东宝、TBS电视台） - 柴田明日香（第8話）
- Retake（日语：リテイク 時をかける想い）（2017年1月14日，東海電視台） - 北見野絵
- 水户黄门 第1話（2017年10月4日，BS-TBS） - おみち
- 重要证人侦探（日语：重要参考人探偵） 第4話（2017年11月10日，朝日電視台） - 高遠薫子
- ○○人的末路（日语：○○な人の末路）（2018年4月24日 - 6月26日，日本電視台） - 長尾千枝
- 一般职员多加贺主水断恶（日语：庶務行員 多加賀主水が悪を断つ） （2019年2月10日，朝日電視台） - 南條薫子
- 百合與直覺（日语：百合だのかんだの）（2019年5月24日 - 7月12日，富士電視台)  - 二宮海理 （与馬場富美加双主演）
- 想应聘简单的工作看看（日语：簡単なお仕事です。に応募してみた） 第7話（2019年9月3日，日本電視台） - 異世界的村民
- 夏洛克：未敘之章 第4話（2019年10月28日，富士電視台）- 細谷優子
- 来世要好好地做 第2話 - 最終話（2020年1月16日 - 3月26日，東京電視台） - 櫻木亞子
- 年下男友（日语：年下彼氏） 第6話（2020年4月26日，朝日放送・朝日電視台） - 櫻庭
- 亲爱的患者：羁绊的病历簿（日语：ディア・ペイシェント〜絆のカルテ〜） 第2回（2020年7月24日，NHK） - 笠原祥子
- 我們的愛情不正常 第1話（2020年8月12日，日本電視台） - 佐山真由
- 共演NG（2020年10月26日 - 12月14日，東京電視台） - 楠木美和
- 来世要好好地做 第2季 第1話・第2話（2021年8月12日・19日，東京電視台） - 櫻木亞子
- 刑警7人 SEASON7 第6話（2021年8月25日，朝日電視台） - 小村理乃
- 群青領域 第7話（2021年12月3日，NHK綜合頻道）
- 不能相愛的兩個人（2022年1月10日 - 3月21日，NHK） - 門脇千鶴
- 特捜9 season5 第4話（2022年4月27日，朝日電視台） - 小早川泉
- 家政夫三田園 第5季 第5話（2022年5月20日，朝日電視台） - 九條久美子
- 世界奇妙物語 夏の特別篇2022「送來的東西」（2022年6月18日，富士電視台） - 山辺ゆかり
- 最強名醫FINAL 新春特別篇（2023年1月3日，朝日電視台） - 森脇裕子
- Get Ready! 第5話（2023年2月5日，TBS） - 佐佐木渚
- 過激戀黏著獸（日语：ガチ恋粘着獣）（2023年4月9日 - 6月11日，朝日放送電視台） - 奈緒
- 勝利的法庭式（日语：勝利の法廷式） 第1話（2023年4月13日，讀賣電視台・日本電視台） - 足立遙
- 奶奶的憂鬱（日语：グランマの憂鬱） 第5話・最終話（2023年5月6日・27日，東海電視台・富士電視台） - 迫田好美
- 十津川警部的事件簿「終點站殺人事件」（2023年10月9日，東京電視台） - 樋口まゆみ
- 護理師婚活（日语：ナースが婚活） 第3話（2024年1月25日，東京電視台） - 野町千晶
- Black Girls Talk（日语：ブラックガールズトーク） 第2話（2024年2月12日，東京電視台） - 久保みずき
- 貴公司的亂象我來糾正！（日语：御社の乱れ正します!） 第1話・2話（2024年4月2日・9日，BS-TBS） - 高橋さつき
- 嘲笑的淑女（日语：嗤う淑女） 第1話・第3話・第8話・最終話（2024年7月27日・8月10日・9月15日・21日，東海電視台・富士電視台） - 鷺沼紗代
- 如積雪般的永寂 第5話・第6話（2024年8月4日・11日，讀賣電視台・日本電視台） - 米田深雪
- 愛人轉生：綠帽妻死後復仇（日语：愛人転生 -サレ妻は死んだ後に復讐する-）（2024年9月6日 - 10月25日，MBS） - 真山千里
- 辣妹刺客 Everyday!（日语：ベイビーわるきゅーれ エブリデイ!） 第8話・第9話・第11話（2024年10月24日・31日・11月14日，東京電視台） - 栗原真央
- Monster 最終話（2024年12月23日，關西電視台・富士電視台） - 武内涼香
- 因為我很大咧咧（日语：ワタシってサバサバしてるから） 第二季（2025年2月5日，NHK BS Premium 4K / 2025年5月5日 - 6月5日，NHK綜合頻道） - 安野アカリ
- 宛如粼光夫婦日和 第3話 - 第5話（2025年5月8日 - 5月22日，富士電視台） - 秋山潤子
- DOCTOR PRICE 第2話（2025年7月13日，日本電視台） - 安斎香織

### 电影
- 巨乳排球（2009年4月18日，日本華納電影、東映） - 草間理恵
- 書法女孩 舞動甲子園（2010年5月15日，日本華納電影） - 山本小春
- ランウェイ☆ビート（2011年3月19日，松竹） - 清水圭子
- らもトリップ 「クロウリング・キング・スネイク」（2012年2月25日，東京藝術大学） - 萩本かなえ
- 惡之教典（2012年11月10日，東宝） - 阿部美咲
- 劇場版 零〜ゼロ〜（2014年9月26日，KADOKAWA） - 鈴森リサ(鈴森理紗)
- 五つ星ツーリスト THE MOVIE 〜究極の京都旅、ご案内します!!〜（2015年3月27日，第7回沖縄國際影展上映作品）
- ROAD TO HiGH&LOW（2016年5月7日，松竹）
- HiGH&LOW THE MOVIE（2016年7月16日，松竹） - 純子
- 青空吶喊（2016年8月20日） -  春日瞳
- 冰菓（2017年11月3日，KADOKAWA） -  伊原摩耶花
- 馬之骨（日语：馬の骨）（2017年11月3日） - 主演・ユカ
- 这条路（日语：この道）（2019年1月1日，HIGH BROW CINEMA) - 女性記者
- 电影 丰岛园（日语：としまえん#映画） （2019年5月10日，東映ビデオ） - 香西杏樹
- 你存在与曾存在之时（君がいる、いた、そんな時。）（2020年6月13日，とび級プログラム） - 山崎祥子
- 我们是应援屋!!（日语：ABC座#映画）（2020年10月23日，東宝） - 小柳沙織

### 網路剧
- 虹の向こうへ（2010年11月1日 - 全15話，BeeTV） - 原田知香

### 配信劇
- 福家堂本舗 -KYOTO LOVE STORY-（2016年10月、AMAZON PRIME VIDEO）- 市雀（中村紗十子）

### 舞台劇
- 朗讀劇 我腦海中的橡皮擦 6th letter（2014年6月5日、7日，天王洲銀河劇場） - 瀬田（高原）薫
- GO WEST（2015年6月、天王洲銀河劇場） - ドリュー[7]

### 廣播劇
- 葡萄の秘密（2010年12月18日，NHK-FM） - 黒田響子
- 私の彼はポアンカレー（2012年3月26日 - 30日，NHK-FM） - 主演・ニシヤマアカネ
- 春を待つ雪（2013年1月19日，NHK-FM） - 寺岡愛

## 廣播主持
- HAPPY BIRTHDAY for children（2010年3月15日，J-WAVE）